# Canadian Country Music Association
Die Canadian Country Music Association (CCMA) ist eine kanadische Förderorganisation, die es sich zur Aufgabe gemacht hat, das kontinuierlichen Wachstum und die Weiterentwicklung der kanadischen Country-Musikindustrie zu gewährleisten. Dies erfolgt durch Kommunikation, Information sowie die Vermarktung der Canadian Country Music und deren Künstlern national und international. Die Organisation hat ihren Sitz in Toronto, Ontario.

## Geschichte
Die Canadian Country Music Association wurde im September 1976 als Academy of Country Music Entertainment gegründet. Die Organisation begann mit der Ausgabe des Magazins RPM. Das erste Direktorium gab im gleichen Monat bekannt, dass die Organisation zukünftig die kanadische Country-Musikindustrie fördern wird. Die Organisation begann mit der Förderung, indem sie die Veranstaltung Country Music Week finanzierte. Die ersten Verleihungen in Zusammenarbeit mit der Country Music Week waren die RPM Big Country Awards.
Zwischen 1986 und 1987 wurde die Organisation offiziell in Canadian Country Music Association (CCMA) umbenannt. Aufgrund des Wachstums und Bekanntheit war es der Organisation nun möglich, einen privaten Fernsehsender für die Übertragung der Preisverleihung zu gewinnen. Die Organisation ging eine Partnerschaft mit dem zweitgrößten kanadischen Fernsehsender, der CTV Television, ein. So wurden 1987 das erste Mal die Canadian Country Music Awards von Küste zu Küste live übertragen. Diese Zusammenarbeit mit CTV wurde bis 1998 erhalten.
1999 ging die CCMA eine neue Partnerschaft mit CBC Television ein und somit begannen die Übertragungen von Preisverleihungen und Musikvideos auf dem Sender Country Music Television. Die Verleihungen der Canadian Country Music Awards 2005 wurden das erste Mal auch vom US-amerikanischen Fernsehsender Great American Country (GAC) und vom australischen Country Music Channel(CMC) übertragen.

## Veranstaltungsorte
2010 wurden die CCMA Awards in Edmonton, Alberta, verliehen. Man verzeichnete die stärkste Nachfrage aller Zeiten. Im Jahr 2011 fanden die Verleihungen in Hamilton, Ontario, statt, 2012 in Saskatoon, Saskatchewan. 2013 und 2014 sollen die CCMA Awards wieder in Edmonton verliehen werden.